# Agustín Rogel
Agustín Rogel, né le 17 octobre 1997 à Montevideo, est un footballeur italo-uruguayen. Il évolue au poste de défenseur central au SC Internacional, en prêt du Hertha Berlin.

## Biographie

### Krylia Sovetov Samara
Rogel rejoint le club russe du Krylia Sovetov Samara le 30 août 2018 dans le cadre d'un contrat de quatre ans.

### Toulouse FC
Le 19 juillet 2019, il s'engage au Toulouse FC pour 4 saisons pour un montant de 2,5 millions d'euros.
Le 10 août 2019 lors du premier match de championnat il se blesse d'une fracture de la clavicule, ce qui compromet toute sa saison 2019-2020. 
Pour la saison suivante en 2020-2021, Rogel joue une centaine de minutes lors des matchs amicaux de pré-saison mais n'entre plus dans les plans de son entraîneur Patrice Garande. Cependant il continue de s'entraîner avec le groupe professionnel tout en disposant d'un bon de sortie lors des périodes de mercato.
Il est titularisé pour la première fois de la saison au sein d'une équipe largement remaniée à l'occasion d'une rencontre de Coupe de France contre Niort (victoire 1-0). Il est l'auteur d'une prestation remarquée pour sa première victoire sous les couleurs du Toulouse FC.
Le 13 janvier 2022, il quitte le Toulouse FC d'un commun accord.

### Club Estudiantes de La Plata
Il est prêté avec option d'achat au Club Estudiantes de La Plata jusqu'au 31 décembre 2021 prochain.

### En équipe nationale
Avec les moins de 20 ans, il participe au championnat de la CONMEBOL des moins de 20 ans en 2017. Il joue sept matchs lors de ce tournoi, inscrivant un but contre la Bolivie. L'Uruguay remporte cette compétition.
Il dispute dans la foulée la Coupe du monde des moins de 20 ans organisée en Corée du Sud. Lors du mondial junior, il joue cinq matchs. L'Uruguay est battue en demi-finale par le Venezuela.

## Statistiques
| Saison                | Club                                | Championnat           | Championnat | Championnat | Coupe(s) nationale(s) | Coupe(s) nationale(s) | Compétition(s) continentale(s) | Compétition(s) continentale(s) | Compétition(s) continentale(s) | Playoff | Playoff | Total | Total |
| Saison                | Club                                | Division              | M.          | B.          | M.                    | B.                    | Comp.                          | M.                             | B.                             | M.      | B.      | M.    | B.    |
| 2017                  | Club Nacional                       | Primera División      | 14          | 2           | -                     | -                     | CL                             | 2                              | 0                              | -       | -       | 16    | 2     |
| Sous-total            | Sous-total                          | Sous-total            | 14          | 2           | 0                     | 0                     | -                              | 2                              | 0                              | 0       | 0       | 16    | 2     |
| 2018-2019             | Krylia Sovetov Samara               | Premier-Liga          | 16          | 0           | 2                     | 0                     | -                              | -                              | -                              | -       | -       | 18    | 0     |
| Sous-total            | Sous-total                          | Sous-total            | 16          | 0           | 2                     | 0                     | -                              | 0                              | 0                              | 0       | 0       | 18    | 0     |
| 2019-2020             | Toulouse FC                         | Ligue 1               | 10          | 0           | 0                     | 0                     | -                              | -                              | -                              | -       | -       | 10    | 0     |
| 2020-2021             | Toulouse FC                         | Ligue 2               | -           | -           | 2                     | 0                     | -                              | -                              | -                              | -       | -       | 2     | 0     |
| Sous-total            | Sous-total                          | Sous-total            | 10          | 0           | 2                     | 0                     | -                              | 0                              | 0                              | 0       | 0       | 12    | 0     |
| 2021                  | Club Estudiantes de La Plata (prêt) | Primera división      | 33          | 1           | -                     | -                     | -                              | -                              | -                              | 1       | 0       | 34    | 1     |
| 2022                  | Club Estudiantes de La Plata        | Primera división      | 23          | 3           | 1                     | 0                     | CL                             | 4                              | 13                             | 1       | 0       | 29    | 16    |
| Sous-total            | Sous-total                          | Sous-total            | 56          | 4           | 1                     | 0                     | -                              | 13                             | 4                              | 2       | 0       | 72    | 8     |
| 2022-2023             | Hertha Berlin                       | Bundesliga            | 20          | 0           | -                     | -                     | -                              | -                              | -                              | -       | -       | 20    | 0     |
| Sous-total            | Sous-total                          | Sous-total            | 20          | 0           | 0                     | 0                     | -                              | 0                              | 0                              | 0       | 0       | 20    | 0     |
| Total sur la carrière | Total sur la carrière               | Total sur la carrière | 116         | 6           | 5                     | 0                     | -                              | 13                             | 4                              | 2       | 0       | 136   | 10    |

## Palmarès
- Vainqueur du championnat de la CONMEBOL des moins de 20 ans en 2017 avec l'équipe d'Uruguay des moins de 20 ans